# Orde van het “Kosmische Diagram” van de Luchtmacht
De  Orde van het Kosmische Diagram (vereenvoudigd Chinees: 河图勋章; traditioneel Chinees: 河圖勳章; pinyin: Hétú xūnzhāng) van de Chinese Luchtmacht werd op 14 juni 1945 door de Chinese president Chiang Kai-shek ingesteld als beloning dapperheid in het gevecht. De gedecoreerde piloten moesten 1800 vlieguren op hun naam hebben of 600 missies hebben volbracht. De eisen voor het verlenen van deze onderscheiding zijn iets zwaarder dan die die aan de Orde van het Boek van de Natuur worden gesteld. Deze ridderorde kent één enkele graad; "Lint" genoemd.
Toen in 1949 de verslagen Chinese regering naar Taiwan vluchtte bleef deze onderscheiding daar deel uitmaken van het decoratiestelsel van de Republiek China. De in Peking residerende regering van de Volksrepubliek China verleent deze onderscheiding niet. 